# 小行星3753
小行星3753（3753 Cruithne）是一顆軌道圍繞著太陽的小行星，其軌道性質特異，與地球軌道相關。有人認為它是繼月亮之後地球的第二顆衛星，但严格来说這只是從地球軌道上觀察位置時產生的誤解而並不正確。

## 發現
小行星克魯特尼在1986年11月10日被位於澳大利亚赛丁泉天文台工作的邓肯·裘瓦隼與同事羅伯特·麥克諾特、马尔科姆·哈特雷和Michael R. S Hawkins發現。其實它在1983年已被智利南欧天文台的喬瓦尼·德·桑蒂斯和理察·馬汀·威斯特記錄過（1983 UH），但直到1997年，加拿大约克大学的保罗·维格特和Kimmo Innanen以及芬蘭图尔库大学的塞波·米科拉才共同發現了其不同尋常的軌道。

## 軌道和大小
克魯特尼的直徑大約5公里，與地球最接近的距離是1200萬公里，大約是地月距離的30倍。雖然長期看來克魯特尼的軌道是不穩定的，但Wiegart和Innanen的計算仍指出它的軌道有一段時期幾乎與地球同步，但在數百萬年內並不會和地球發生碰撞，而且無論在軌道的哪個位置上，從地球上都不可能用肉眼直接看到它。
克魯特尼一度曾被認為是人造的物體，可能是阿波羅計畫產生的太空廢棄物。或許是因為它與地球有著不尋常的軌道關係，克魯特尼曾經是科幻小說家斯蒂芬·巴科斯特在《流形：時間》一書中的物體。

## 克魯特尼相對於地球的馬蹄形軌道

克魯特尼與地球在各自的軌道上運轉，看起來像在彼此追趕

從地球的角度來觀察，克魯特尼像是繞行著豆子形狀的軌道

克魯特尼的軌道是環繞太陽的橢圓形，但是因為它的軌道週期與地球幾乎一樣，使它看來就像「跟隨」著地球一起繞著太陽。克魯特尼與太陽的距離和在軌道上的速度與地球的差異非常微小，所以從地球看克魯特尼就好像在前方有個像腎臟或蠶豆的軌道，克魯特尼在略少於一年的時間就完成一次這樣的路徑。因為比一年略少了一些，地球每年就落後這個蠶豆狀的軌道一點點，所以從地球上看這個軌道就不是封閉的（更像是蠶豆形的螺旋圈），而是逐漸慢慢遠離地球的。
在許多年之後，地球將落後於克魯特尼足夠遠，這種在前方逐漸遠離的關係就會變成由後方逐漸接近。一旦轉變成此種關係，克魯特尼將年復一年的逐漸與地球接近。地球和克魯特尼之間的重力軌道能量轉換將使克魯特尼的軌道改變約50萬公里（地球軌道的改變只有1.3公分）。於是，克魯特尼環繞太陽的週期會變得比一年長了一點點。蠶豆形的軌道現在開始以相反的方向逐漸遠離地球，地球不再是落後在蠶豆形軌道的後方，而是被推向前方。下次發生這一系列變化的時間約在2292年的七月。屆時克魯特尼將接近地球至約一千二百五十萬公里。
再經過380至390年之後，這個蠶豆形的軌道路徑會出現在地球軌道的另一側，並再度逐漸接近地球。地球又再一次的改變克魯特尼的軌道，使它繞太陽的週期又比地球的一年短了一點點（上一次發生這種變化的時間是1902年，而下一次將發生在2676年。這種模式會一再重複的進行著。

## 相似的小行星
自克魯特尼被發現之後，還有三顆接近地球的小行星被發現，它們是 (54509) YORP（2000 PH5）、(85770) 1998 UP1以及2002 AA29，也都存在於相似的共振軌道上。
其他天體有著馬蹄形軌道的例子是：土星的天然衛星土衛十和土衛十一，這兩顆衛星環繞著土星相互追隨著的運動狀態，與克魯特尼的原理是一樣的，但是情況單純的多了。
火星也有一顆共軌小行星（小行星5261），而木星就有許多了（大約400顆，都是特洛伊小行星）；土星的系統內也有其他的共軌小衛星：土衛十三和土衛十四追隨著土衛三，還有土衛十二和 土衛三十四追隨著土衛四。但是它們並沒有馬蹄形的軌道。

土卫十和土卫十一軌道動畫 - 旋轉參考系統
土星·
土卫十·
土卫十一

土卫十二和土卫三十四相對於土星和土卫四的軌道動畫 - 旋轉參考系統
土卫三十四·
土卫十二·
土卫四·
土星